# Rafshytte-Dammsjön
Rafshytte-Dammsjön är en sjö i Hedemora kommun i Dalarna och ingår i Dalälvens huvudavrinningsområde. Sjön är 7 meter djup, har en yta på 0,759 kvadratkilometer och befinner sig 190 meter över havet.

## Delavrinningsområde

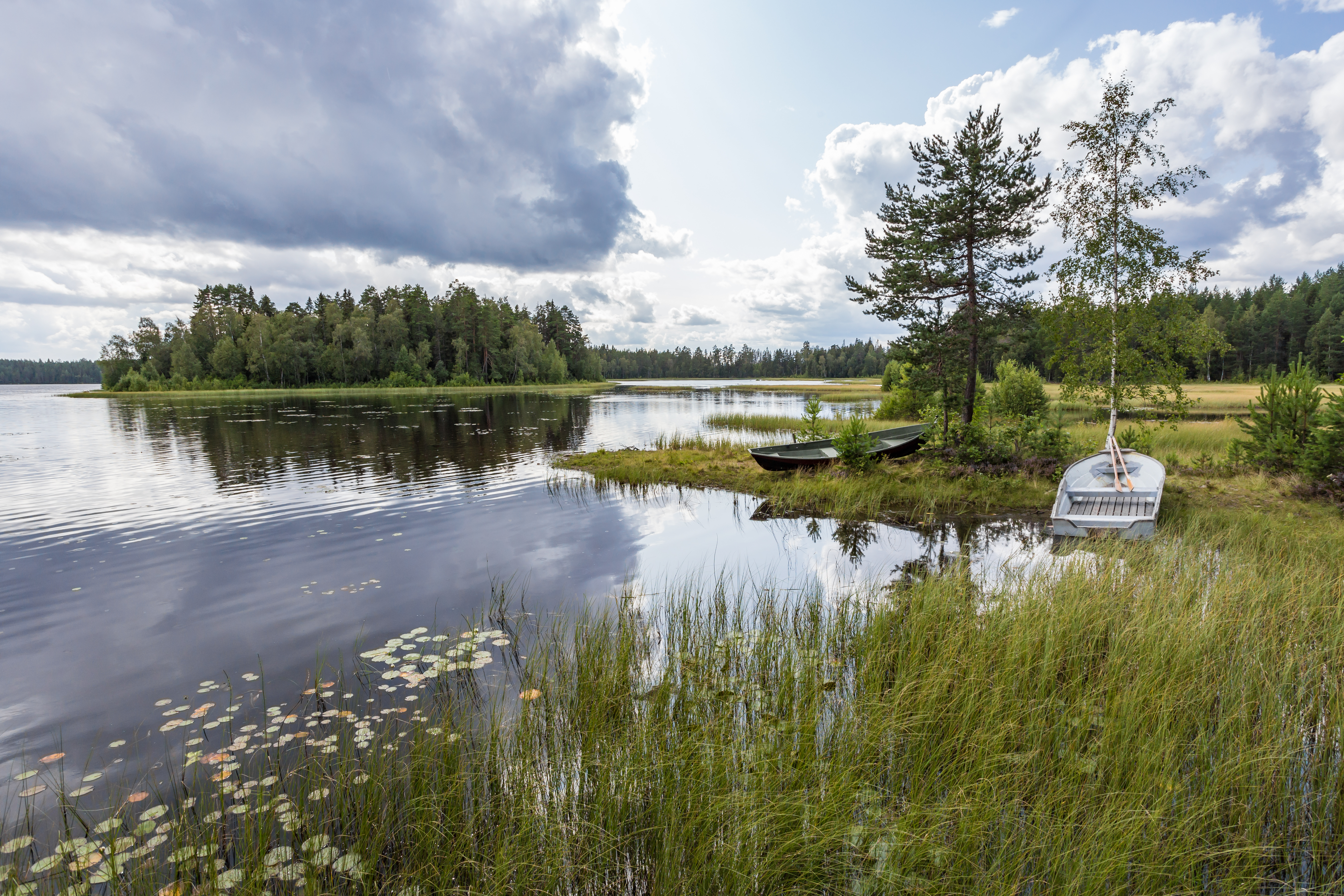
Rafshytte-Dammsjön

Rafshytte-Dammsjön ingår i det delavrinningsområde (668581-152218) som SMHI kallar för Nedlagd mätstation. Medelhöjden är 200 meter över havet och ytan är 6,05 kvadratkilometer. Räknas de 6 avrinningsområdena uppströms in blir den ackumulerade arean 44,46 kvadratkilometer. Norsån (Garpenbergsån) som avvattnar avrinningsområdet har biflödesordning 2, vilket innebär att vattnet flödar genom totalt 2 vattendrag innan det når havet efter 130 kilometer. Avrinningsområdet består mestadels av skog (76 procent). Avrinningsområdet har 0,76 kvadratkilometer vattenytor vilket ger det en sjöprocent på 12,5 procent.